# Argema mittrei

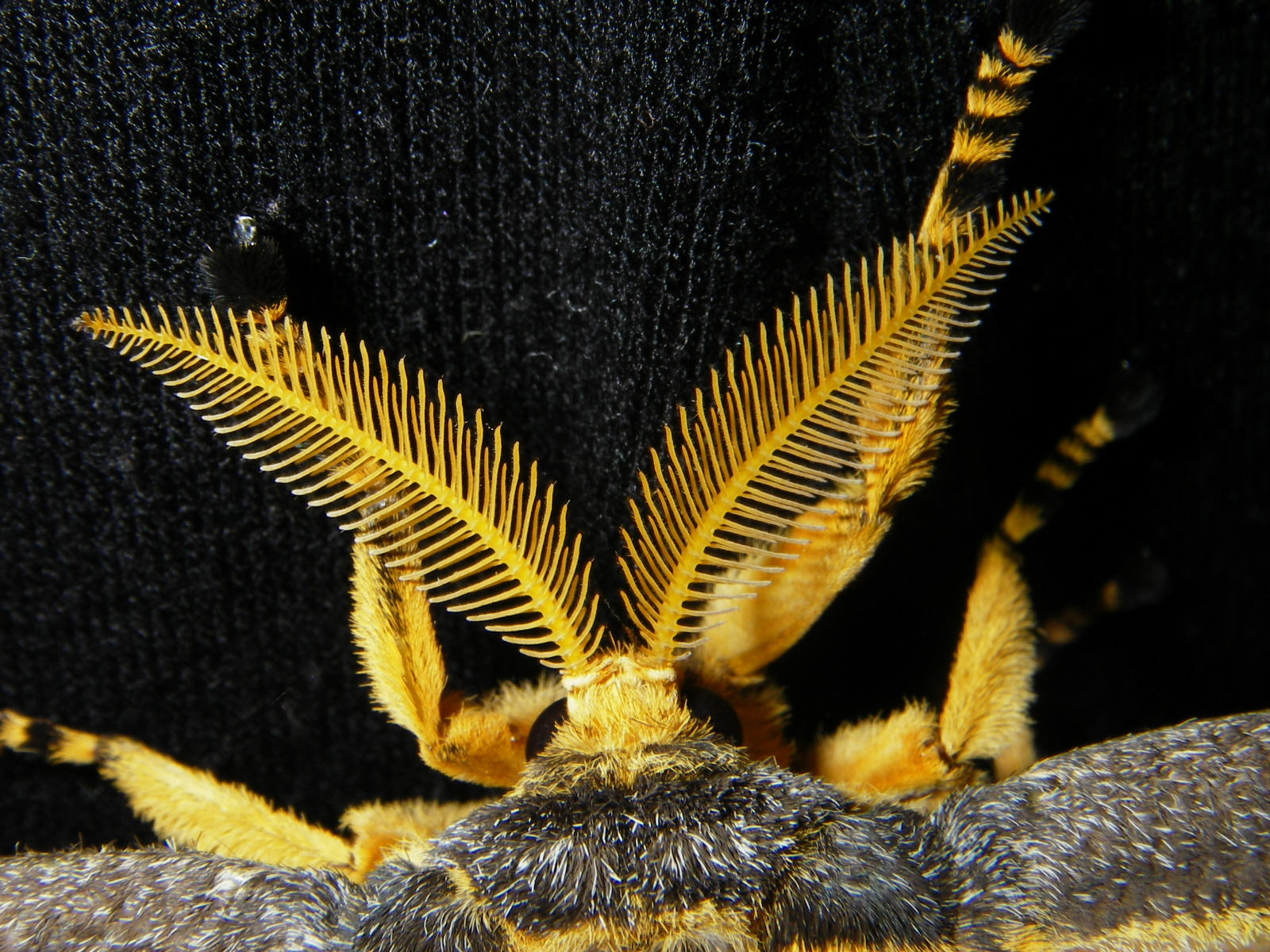
Đầu bướm sao chổi

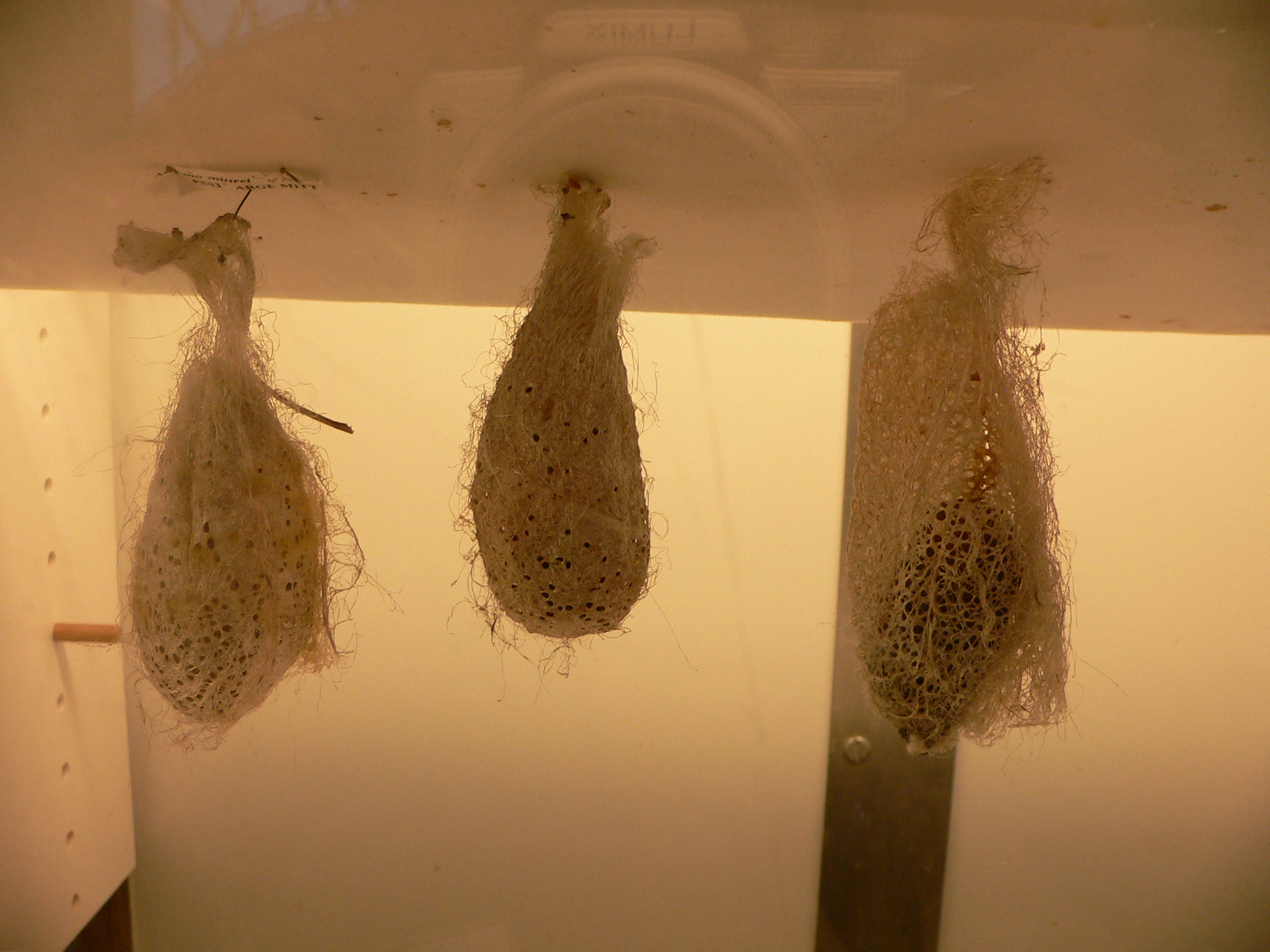
Comet moth pupae

Bướm đêm Sao Chổi (Argema mittrei) hay Bướm đêm Mặt Trăng Madagasca là một loài bướm đêm châu phi, bản địa ở rừng mưa nhiệt đới Madagascar. Con đực có sải cánh 20 cm và sải đuôi 15 cm, là một trong những bướm đêm tơ lớn nhất thế giới. Con cái đẻ một lần 120-170 quả trứng, và sau khi nở thì ấu trùng ăn lá Eugenia và Weinmannia hai tháng trước khi hóa nhộng. Tổ kén có nhiều lỗ giúp ấu trùng chạy khỏi bị ngộp nước khi trời mưa. Loài bướm đêm trưởng thành không thể ăn và chỉ sống từ 4 đến 5 ngày. Mặc dù đây là loài bị đe dọa trong tự nhiên do mất dần môi trường sống, loài bướm đêm sao chổi đang được nhân giống thành công trong điều kiện nuôi nhốt.